# Reggenza di Indramayu
La Reggenza di Indramayu (in indonesiano Kabupaten Indramayu) è una reggenza (kabupaten) dell'Indonesia situata nella provincia di Giava Occidentale.